# Кинг-Эдуард-Пойнт
Кинг-Эдуард-Пойнт (англ. King Edward Point «Мыс Короля Эдуарда») — столица британской территории Южная Георгия и Южные Сандвичевы Острова. Население столицы составляет 22 человек, что составляет большую часть населения островов. Поселение является самой малонаселённой столицей мира. В основном, там живут англичане.

## История
Этот район был описан Шведской антарктической экспедицией 1901—1904 годов под руководством Отто Норденшельда. Поселение было названо примерно в 1906 году в честь короля Великобритании Эдуарда VII (англ. King Edward Point «Мыс Короля Эдуарда»). С 1909 года в Кинг-Эдуард-Пойнте находится резиденция британского управляющего островом. В 1925 году правительство Соединенного Королевства учредило Discovery House — морскую исследовательскую лабораторию.

## Религия
Христианство: 100 %.